# الأخوات السبع (ساسكس)
الأخوات السبع هي سلسلة من الصخور الطباشيرية علي بحر المانش. وهي تشكل جزءا من جنوب داونز في شرق ساسكس، بين بلدتي سيفورد وايستبورن في جنوب إنجلترا. تقع داخل متنزه السبع أخوات. هم فلول الوديان الجافة في جنوب داونز الطباشير، والتي تتآكل تدريجيا عن طريق البحر.
وتستخدم أحيانا وسبعة المنحدرات الأخوات في السينما والتلفزيون ،بدلاً من للالمنحدرات البيضاء في دوفر الأكثر شهرة، لأنها خالية نسبيا من التنمية الحديثة. وتبرز أيضا في بداية فيلم روبن هود : أمير اللصوص.

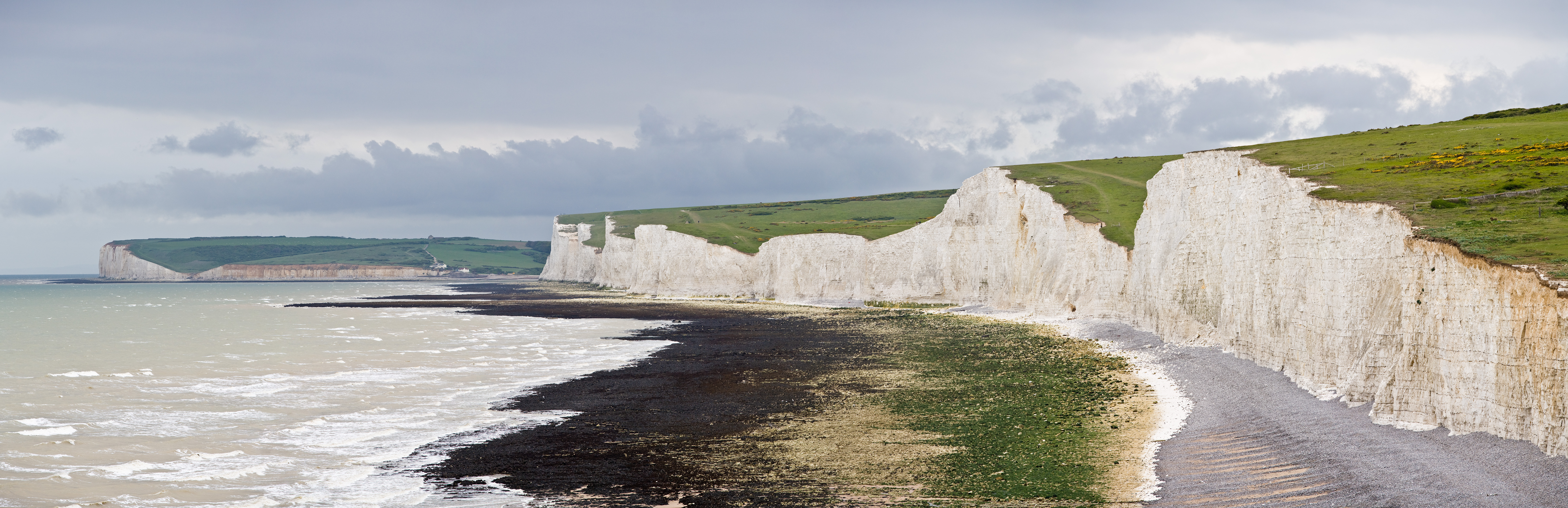
القمم السبع للصخور الطباشيرية